# Celebritate (film din 1980)
Celebritate (în engleză Fame) este un film dramatic muzical din 1980, regizat de Alan Parker, după un scenariu de Christopher Gore. Plasată în New York City, pelicula americană prezintă viețile și greutățile elevilor care frecventează High School of Performing Arts, de la audiții până în anul absolvirii.
Celebritate a fost turnat în New York, iar filmările principale au început în iulie 1979, și s-au încheiat după 91 de zile. Parker s-a confruntat cu un proces de filmare dificil, care a inclus conflicte cu sindicatele americane din domeniul muncii în legătură cu diverse aspecte ale producției.
Filmul a avut o lansare limitată începând cu 12 mai 1980 la Teatrul Ziegfeld din New York, iar la 20 iunie a avut o lansare extinsă în Statele Unite ale Americii, realizată de United Artists. Filmul a avut încasări de peste 42 de milioane de dolari în întreaga lume, contra unui buget de 8,5 milioane de dolari. Inițial, a primit un răspuns mixt din partea criticilor, care au lăudat muzica, dar au criticat tonul dramatic, ritmul și regia, deși filmul a fost reconsiderat de-a lungul anilor. Filmul a primit mai multe premii și nominalizări, inclusiv două premii Oscar, pentru cea mai bună melodie originală („Fame”), și cea mai bună coloană sonoră, precum și un premiu Globul de Aur pentru cel mai bun cântec original („Fame”). Succesul său a generat o franciză media care a cuprins mai multe seriale de televiziune, un musical de teatru, și un remake, lansat în 2009.
În 2023, Celebritate a fost selectat pentru a fi păstrat în Registrul Național de Film al Statelor Unite de către Biblioteca Congresului, fiind considerat „semnificativ din punct de vedere cultural, istoric sau estetic”.

## Acțiune

### Audițiile
În New York, la sfârșitul anilor 1970, un grup de adolescenți dau o audiție pentru a studia la High School of Performing Arts, unde sunt repartizați în trei departamente diferite: Teatru, Muzică și Dans. Sunt acceptați la departamentul de teatru Montgomery MacNeil, un tânăr homosexual reținut, și fiul unei cunoscute actrițe; Doris Finsecker, o evreică timidă cu o mamă autoritară; și Ralph Garci, care reușește după rateul audițiilor pentru Muzică și Dans. În departamentul de muzică, Bruno Martelli este un pianist aspirant al cărui echipament electronic îl îngrozește pe domnul Shorofsky, un profesor de muzică conservator. În departamentul de Dans, Coco Hernandez face aluzie cu nonșalanță la modul în care ar putea intra în oricare dintre cele trei departamente, în timp ce Lisa Monroe este vorbăreață și nervoasă. Leroy Johnson se prezintă pentru a interpreta partea sa din numărul de dans al prietenei sale, dar profesorii sunt mai impresionați de talentul său decât de cel al fetei.

### Anul I
Elevii învață în prima zi de cursuri că studiile academice sunt evaluate în mod egal cu prestațiile artistice. În sala de mese, Doris se simte copleșită de energia și spontaneitatea celorlalți elevi („Hot Lunch Jam”). Ea se împrietenește cu Montgomery, dar se teme că este prea obișnuită față de personalitățile colorate ale celorlalți elevi. Pe măsură ce anul avansează, Coco încearcă să îl convingă pe Bruno să se prezinte cu ea la spectacole. Leroy intră în conflict cu profesoara sa de engleză, doamna Sherwood, din cauza refuzului său de a-și face temele. Mai târziu se dezvăluie că este semi-analfabet. Bruno și tatăl său se ceartă din cauza reticenței lui Bruno de a cânta în public muzica sa electronică. Doamna Berg, profesoara de dans de la școală, o avertizează pe Lisa că nu muncește suficient de mult. Michael, un absolvent de liceu, câștigă o bursă prestigioasă, și îi spune lui Doris că agenția William Morris vrea să-l trimită la audiții pentru proiecte pilot de televiziune.

### Anul II
O nouă studentă, Hilary van Doren, se alătură departamentului de dans al școlii, și se îndrăgostește de Leroy. Bruno și domnul Shorofsky dezbat meritele orchestrelor tradiționale față de instrumentele sintetizate. Tatăl lui Bruno pune muzica acestuia ("Fame") în fața școlii, inspirând cursanții să danseze în stradă. Ca un exercițiu de actorie, elevii sunt rugați să divulge o amintire dureroasă. Montgomery vorbește despre descoperirea homosexualității sale, în timp ce își face coming out-ul în fața colegilor de clasă; Doris povestește umilința de a fi forțată de mama ei de scenă să cânte la petrecerea de ziua unui copil; iar Ralph povestește despre faptul că a aflat despre moartea idolului său, Freddie Prinze. Domnișoara Berg o exclude pe Lisa din programul de dans, și, după ce pare să se gândească la sinucidere într-o stație de metrou din New York, Lisa își aruncă hainele de dans pe șine, și decide să se înscrie la departamentul de teatru.

### Anul III
Ralph și Doris își descoperă atracția reciprocă, dar intimitatea lor crescândă îl face pe Montgomery să se simtă exclus. Hilary îl aduce pe Leroy acasă, spre șocul tatălui și al mamei sale vitrege. Sora mai mică a lui Ralph este atacată de un drogat, iar Ralph se revoltă împotriva încercărilor mamei sale de a o alina pe copilă ducând-o la biserica catolică locală, în loc să o ducă la un doctor. Doris începe să pună la îndoială educația sa evreiască, schimbându-și numele în „Dominique DuPont”, și tensionând relația cu mama sa. În timpul unei proiecții nocturne a filmului The Rocky Horror Picture Show la 8th Street Playhouse, Ralph o încurajează pe Doris să fumeze marijuana. Intoxicată, Doris participă la spectacolul de pe scenă în timpul numărului muzical „Time Warp” din film. A doua zi, ea își dă seama că, în calitate de actriță, poate să își asume orice personalitate dorește, dar se trezește când se întâlnește cu Michael, care se luptă ca actor și servește la mese.

### Anul IV
Ralph face stand-up la Catch a Rising Star, unde obține un succes inițial, dar cade într-un stil de viață desfrânat, ceea ce o supără pe Doris. După ce i se oferă un loc de frunte la un alt club de comedie, Ralph dă chix cu Doris și Montgomery din cauza noului său ambient. Dezgustat de el însuși, Ralph crede că și-a încheiat cariera, dar este consolat de Montgomery, care îi spune că eșecul face parte din industria divertismentului. Hilary, acum însărcinată, plănuiește să facă avort, și să se mute în California pentru a ocupa un post în cadrul companiei de balet din San Francisco. Coco este abordată într-un restaurant de un bărbat care pretinde că este regizor; ea se duce naiv la apartamentul lui pentru un test de screening, dar descoperă că acesta este un regizor amator de filme pornografice. El o manipulează pentru a o face să-și dea jos tricoul, în timp ce o filmează plângând. Lui Leroy i se oferă un post în compania de dans a lui Alvin Ailey, dar trebuie să absolve mai întâi pentru a fi acceptat. După ce primește o notă proastă, el se confruntă cu o doamnă Sherwood îndurerată în fața salonului de spital al soțului ei, dar, după ce își dă seama că aceasta are propriile probleme, o consolează. În timpul festivității de absolvire, studenții își arată talentele interpretând un cântec original („I Sing the Body Electric”). Versurile de început sunt cântate de Lisa, Coco și Montgomery. Întrerupte cu interpretarea sunt scene în care Leroy dansează, și Bruno cântă cu o trupă rock, împărtășind, în sfârșit, muzica sa cu ceilalți.

## Distribuție

Actorii din rolurile principale ale filmului.
Irene Cara și Paul McCrane contribuie, de asemenea, la coloana sonoră a peliculei.

- Irene Cara în rolul lui Coco Hernandez – Teatru, Muzică și Dans
- Paul McCrane ca Montgomery MacNeil – Teatru
- Maureen Teefy ca Doris Finsecker – Teatru
- Barry Miller ca Ralph Garci/Raul Garcia – Teatru
- Lee Curreri ca Bruno Martelli – Muzică
- Gene Anthony Ray ca Leroy Johnson – Dans
- Antonia Franceschi ca Hilary Van Doren – Dans
- Laura Dean ca Lisa Monroe – Dans
- Anne Meara ca Profesoara Sherwood – Engleză
- Tresa Hughes ca Naomi Finsecker, mama lui Doris
- Eddie Barth ca Angelo Martelli, tatăl lui Bruno

## Recepție
Pe site-ul de recenzii Rotten Tomatoes, Celebritate are un rating de 79% pe baza a 34 de recenzii, cu un scor mediu de 7/10. Consensul de pe site-ul web spune: „Doar pentru că Fame este un musical bine jucat, nu înseamnă că se dă înapoi în fața subiectelor sale surprinzător de intense”. Deși reacțiile inițiale în rândul criticilor de film au fost mixte, Barry Miller a fost aclamat de critici pentru interpretarea sa. Jack Matthews de la Associated Press a scris: „Barry Miller se desprinde de pe ecran cu o interpretare care se va grava în mintea spectatorului pentru mult timp de acum încolo”. Gene Siskel de la Chicago Tribune a acordat filmului două stele și jumătate din patru, scriind: „Atunci când copiii cântă, filmul cântă, dar poveștile lor personale ficționalizate sunt niște prostii melodramatice”. Dave Kehr de la Chicago Reader a scris: „Filmul este tăiat într-un ritm atât de frenetic încât este adesea posibil să crezi (în mod greșit) că se întâmplă ceva semnificativ”. Revista Variety a scris: „Marele punct forte al filmului se află în scenele de la școală - atunci când se îndepărtează de latura școlară, așa cum se întâmplă din ce în ce mai des pe măsură ce lungmetrajul lung avansează, pierde din intensitatea dramatică și încetinește ritmul”. Roger Ebert de la Chicago Sun-Times a acordat filmului trei stele și jumătate din patru, scriind: „Celebritate este o adevărată comoară, emoționantă și distractivă, un film care înțelege să fii adolescent la fel de bine ca și Breaking Away, dar își studiază personajele într-un mediu complet diferit”. William Gallagher, în recenzia sa pentru BBC, a scris: „Alan Parker reușește să facă din această poveste una destul de oribilă, chiar dacă rămâne distractivă. Ieși din ea cu toate preconcepțiile tale despre farmecul showbusiness-ului șterse de pe fața pământului, și nu poți să nu admiri personajele care reușesc să treacă peste”.

## Coloană sonoră
| Nr.             | Titlu                                   | Artist                                                                | Lungime |  |
| 1.              | „Fame”                                  | Irene Cara                                                            | 5:14    |  |
| 2.              | „Out Here on My Own”                    | Irene Cara                                                            | 3:11    |  |
| 3.              | „Hot Lunch Jam”                         | Irene Cara                                                            | 4:10    |  |
| 4.              | „Dogs in the Yard”                      | Paul McCrane                                                          | 3:13    |  |
| 5.              | „Red Light”                             | Linda Clifford                                                        | 6:10    |  |
| 6.              | „Is It Okay If I Call You Mine?”        | Paul McCrane                                                          | 2:40    |  |
| 7.              | „Never Alone”                           | Corul de Gospel Contemporan al High School of Music and Art           | 3:23    |  |
| 8.              | „Ralph and Monty (Dressing Room Piano)” | Michael Gore                                                          | 1:49    |  |
| 9.              | „I Sing the Body Electric”              | Laura Dean, Irene Cara, Paul McCrane, Traci Parnell, Eric Brockington | 4:59    |  |
| Lungime totală: | Lungime totală:                         | Lungime totală:                                                       | 35:08   |  |